# Туканська сільська рада
Тука́нська сільська рада (рос. Туканский сельский совет) — муніципальне утворення у складі Бєлорєцького району Башкортостану, Росія. Адміністративний центр — село Тукан.

## Історія
До 17 грудня 2004 року сільрада мала статус селищної ради і підпорядковувалась місту обласного підпорядкування Бєлорєцьк. Тоді ж до складу сільради було передано присілок Ахмерово Верхньоавзянської сільради.

## Населення
Населення — 1106 осіб (2019, 1493 в 2010, 2131 в 2002).

## Склад
До складу поселення входять такі населені пункти:
| Населений пункт            | Населення, осіб (2002) | Населення, осіб (2010) |
| -------------------------- | ---------------------- | ---------------------- |
| Ахмерово, присілок         | 14                     | 24                     |
| Бзяк, присілок             | 90                     | 48                     |
| Єрмотаєво, присілок        | 19                     | 5                      |
| Західна Майгашля, присілок | 17                     | 1                      |
| Комарово, присілок         | 36                     | 10                     |
| Майгашля, присілок         | 36                     | 15                     |
| Тара, село                 | 114                    | 59                     |
| Тукан, село                | 1805                   | 1331                   |